# Kunio Murasugi
Kunio Murasugi (jap. 村杉 邦男, Murasugi Kunio; * 25. März 1929 in der Präfektur Tokio) ist ein japanischer Mathematiker, der sich mit Knotentheorie befasst.
Murasugi besuchte 1945 bis 1949 die Tokyo Higher Normal School und studierte danach an der Bunrika-Universität Tokio mit dem Bachelor-Abschluss bei Gaisi Takeuti 1952. Anfangs wollte er sich mit der Frage der Homotopiegruppen von Sphären befassen, verlor aber dann das Interesse nach dem Bekanntwerden der grundlegenden Arbeit von Jean-Pierre Serre dazu. Er wandte sich dann auf Anraten von Takeuti der Knotentheorie zu, worüber Takeuti 1952/53 ein Seminar abhielt (basierend auf dem Buch von Kurt Reidemeister und Takeutis eigener Forschung, die Arbeiten der Schule von Ralph Fox waren noch nicht in Japan bekannt).  Zunächst versuchte er sich an dem von Samuel Eilenberg und J. H. C. Whitehead aufgeworfenen Problem der Aspherizität (Verschwinden der höheren Homotopiegruppen) von Knoten-Komplementen (was aber bald darauf von Robert Aumann für alternierende Knoten und 1957 allgemein von Christos Papakyriakopoulos gelöst wurde). Seine Arbeiten über alternierende Knoten (wie Geschlecht und Alexander-Polynom) bildeten aber die Basis für seine Dissertation an der Pädagogischen Hochschule Tokio (1961). Murasagi wurde 1954 Assistent an der Universität Housei, 1956 Lecturer und 1960 Assistenzprofessor. 1960 ging er an die Universität Toronto, wo er bei H. S. M. Coxeter die Theorie unendlicher Gruppen studieren wollte (er hatte zuvor das Buch von Coxeter-Moser studiert) und später sein Studium in Princeton bei dem Knotentheoretiker Ralph Fox fortsetzen wollte. In Toronto war er Forschungsassistent von William Thomas Tutte. 1962 bis 1964 forschte er an der Princeton University. 1964 wurde er Assistant Professor, 1966 Associate Professor und 1969 Professor an der Universität Toronto.
1994 erhielt er den Herbstpreis der Japanischen Mathematischen Gesellschaft. 1980 wurde er zum Mitglied (Fellow) der Royal Society of Canada gewählt.

## Schriften
- On the genus of the alternating knot. I, II, J. Math. Soc. Japan, 10, 1958, 94–105, 235–248.
- On the Alexander polynomials of the alternating knot, Osaka Math. J., 10, 1958, 181–189.
- Knot theory and its applications, Birkhäuser 1996 (japanisches Original 1993)
- mit Bohdan Kurpita: A Study of Braids, Springer 1999